# Hermes Trismegistos
 Denne artikel bør gennemlæses af en person med fagkendskab for at sikre den faglige korrekthed.

Hermes Trismegistos (gr: Ἑρμῆς Τρισμέγιστος for "trefoldig største Hermes") er en græsk-egyptisk gudeskikkelse, som i den senere romerske kejsertid og senere spillede en fremtrædende rolle i en del skrifter af filosofisk indhold, som fremkom i Alexandria.
Ifølge Søren Møller Giversen bindes skrifterne sammen af tanken om det ene, der ligger bag alt; at verden hænger sammen som en stor organisme, som Gud i større eller mindre grad gennemsyrer. Hermeticismens "doktrin" er baseret på alkymien; tanken om transformation af bly til guld. Det påpeges, at den hermetiske filosofi havde metafysisk tilgang i dens doktriner i hermetikernes praksis af alkymien (et arabisk ord, som måske har betydet "den ægyptiske kunst").
Metafysikken var forgænger for den Idealistiske skole, der tillod spørgsmålet om sjælens eksistens og menneskets hellighed i den videnskabelige sektor. (Et forsøg på at sammenføre filosofi og videnskab, en syntese, eller introduktion af filosofiske tilgangsmetoder som empiriske metoder). Det blev modsagt af den materialistiske skole, baseret på atomisme og empirisk observation. Korpusset afslører en makrokosmisk og mikrokosmisk passage, "As Above, So Below". Som en symbolisering mellem det hellige og verdslige billede af eksistensens sammenkobling (denne perspektiveres til en underliggende energi selv i interaktioner imellem atomer i mere moderne og videnskabs-orienteret Idealisme). En metafysisk tilgang som mange idealistiske filosoffer har søgt igennem tiderne. Visse idealister som Kant havde en ide om, at menneskesindet er en imaginær skaber af alt det fysiske. Andre matematiske filosoffer som Max Planck, som gav liv til kvanteteorien, søgte at en mere rationel tilgang end Kant: matematikkens love har langt større vigtighed for beskrivelsen af eksistens imod dens modpart, empiriske observationer baseret på sanselige data, materialismens modsvar.

## Traktater
De bedste oplysninger om Hermes Trismegistos finder
vi i de rester, vi har af de
"Hermetiske bøger" ''Corpus Hermeticum'', hvor den største gruppe kaldes "traktater" hvoraf der kendes 17 på græsk,,
som fremkom i Alexandria i 3. eller
4. århundrede e.Kr. under stærk indflydelse fra
nyplatonismen var en herskende græsk-ægyptisk filosofi, der var baseret på alkymien, sjælens rejse fra Alpha til Omega og spores til Filons skrifter. Den ubekendte forfatter har ikke været helt
ukendt med det gamle Ægypten. Som det er påvist af P. Pierret, forekommer der i de "Hermetiske bøger" mange udtryk, sætninger og betragtningsmåder, som findes i "Dødebogen"
og andre gammelægyptiske skrifter. Men det ægyptiske
stof er behandlet med stor frihed, hvilket allerede fremgår af, at bøgerne indeholder filosofiske samtaler imellem Hermes Trismegistos og "hans
søn Thot", mens Hermes Trismegistos og Thot ellers kun
er to betegnelser for samme væsen.

## Ekstrakter
Det, vi har tilbage af de "Hermetiske bøger", skyldes Johannes Stobaios fra 5. århundrede, der optog det i de udtog og afskrifter – "ekstrakter" – af forskellige værker, som han samlede for sin søn. 
Bøgerne består af dialoger. Den vigtigste er "Poimandros" (udgivet
af Parthey, 1854). En god oversættelse af denne dialog og af de vigtigste af de øvrige skrifter, 
vi har tilbage, skyldes H. Ménard:
Hermes Trismégiste (2. udg., 1868).

## Fragmenter
Enkelte brudstykker – "fragmenter" – findes hos kirkelige forfattere som Athenagoras af Athen (133 - 190 e.Kr.) som var den første kendte kilde der benytter titlen Hermes Trismegistos, Tertullian (ca.160-225), Lactantius (ca.260-340), Kyrillos af Alexandria (d. 444) og den nyplatonske filosof Jamblichus (ca. 250- 325) som ganske vist er benyttes polemisk, men har værdi til forståelse af Hermes-litteraturens overlevering og litterære udviklingshistorie.
Endnu helt ned i tiden, efter at Ægypten var faldet
i arabernes hænder, spillede Hermes Trismegistos en stor
rolle som repræsentant eller symbol
for filosofisk granskning, og der fremkom af
og til hermetiske bøger, skrevet på arabisk.
Forfatterne er ofte kristne. Fleischer har udgivet
et sådant skrift, "Hermes Trismegistos" (1870); se også
Bardenhewer, "Hermes Trismegistos" (1873). Til Hermes Trismegistos henførtes
også Centiloquium Hermæ, der er af
astrologisk indhold. Filosofien bag spiller en afgørende rolle for de metafysiske og åndelige videnskaber, der skulle bevares til kommende generationer. Dette skyldtes bl.a. at der i alkymiens verden eksistere både åndelige og materielle tolkere, eller subjektive og objektive tolkere med henblik på en transformation af bly til guld. En tolkning af tranformationens betydning leveres i Manly P. Halls bog "Secret Teachings of all Ages", i et udsnit af kapitlet om Hermes Trismegistos.